# Уилям Джонсън
Сър Уилям Джонсън (1715-1774) е британски военен представител на колониалната администрация на Британската империя в Северна Америка. Роден е в Ирландия през 1715 г. През 1737 г. мигрира в Новия свят, за да управлява парче земя купено от неговия чичо Питър Уорън. Тези земи обаче принадлежали на мохоките, които са съюзници на англичаните по това време. Джонсън бързо се приспособява към обичаите на ирокезите и скоро е назначен за британски агент при тях. Мохоките го приемат като почетен вожд и му дават име. През 1756 г. е назначен за главен представител на короната при индианците във всички колонии. Уилям Джонсън става може би най-влиятелният англичанин сред ирокезите и техните съюзници по време на Френската и индианска война. От имението си близо до Олбани, Джонсън предвожда индиански военни отряди, рисувайки и обличайки се като индианец. Бил близък приятел с Хендрик (Тиянога), мохикан-мохок, с когото често пътува като воин. Джоузеф Брант се бие до Джонсън, когато е 13 годишен. Чрез голямото си ораторско умение и доверието, с което се е ползвал сред индианците, Джонсън успява да вербува много от тях за британските интереси в Америка, заради което е титулуван като първи баронет с награда от 5000 стерлинги. Джонсън бързо научава обичаите и езика на мохоките. Има и няколко деца от мохокски жени, една от тях е Мери Брант, сестра на Джоузеф Брант, майка на клан и внучка на Хендрик. Като цяло той е много харесван и уважаван сред мохоките. Самият Хендрик се отнася с голямо уважение към англичанина и изрази уважението си като казва за него "има Големи уши и чува много и каквото чува той ни го казва; той също има Големи очи и вижда всичко и не скрива нищо от нас ”.
През юни 1760 г., по време на последните опити за победа на французите в Северна Америка, Джонсън призовава мъжете да атакуват Монреал. Около 600 воини отговарят на призива му. Много местни воини, живеещи в района на Монреал също се отзовават. До 5 август 1760 г. воините достигат 1330. Поражението на французите и заминаването им от Канада в края на войната разстрои баланса, който ирокезите са се опитвали да поддържат. Неохотно те се привързват към британците, но вече не могат да играят ролята на балансьор между двете европейски сили. Англичаните окупират всички крепости, заобикалящи ирокезката страна. Тук Джонсън играе ключова роля за натиск върху короната за ограничаване на имиграцията на запад от Апалачите, но гладните на земята заселници игнорират кралските едикти. Междувременно Джонсън става един от най-богатите мъже в колониите чрез сделки със земя и търговия с индианците. В по-късните си години се двуоми дали да заеме страната на британската корона или на патриотите. На среща с ирокезите на 11 юли 1774 г. в имението си в близост до Олбани, Джонсън уговаря ирокезите в ораторския стил, който е научил от тях, призовавайки ги да заемат страната на британците в настъпващата Американска революция. Внезапно той се срива. Пренесен е в леглото му, където умира 2 часа по-късно.